# Ramón Fernández
Ramón Sadaya Fernández (Maasin, 3 ottobre 1953) è un ex cestista filippino.

## Carriera
Con le Filippine ha disputato i Campionati mondiali del 1974.